# Markhot Imre
Vittenczi Markhot Imre Márton (Alsóköröskény, 1813. november 10. - 1868.) ügyvéd és Nyitra vármegyei aljegyző.

## Élete
Szülei Markhot Sándor (1779-1831) és Dombay Mária (1784-1871). Markhot János (1811-1888) királyi tanácsos, vármegyei alispán és országgyűlési képviselő öccse. 
Ügyvédi oklevelet szerzett és 1839-ben tiszteletbeli, 1844-ben és 1848-ban pedig rendes aljegyző volt Nyitra vármegyében.
1840-ben adakozott Kölcsey Ferenc szobrára.

## Művei
Cikkei az Athenaeumban (1840 Szinészetünk), és más lapokban jelentek meg. Fényes Elek Magyarország Geographiája munkájának is munkatársa volt.
- 1840 A hűségóvó intézet. Eredeti vígjáték három felv. Buda.
- 1840 Nyitráról. Honművész 8/22, 175.[3]